# Dan Lacksman
 (avril 2012).
 (avril 2012).
Dan Lacksman (né le 19 mai 1950 à Werl en Allemagne) est un compositeur et ingénieur du son belge, artiste et membre du groupe Telex, réalisateur de nombreux albums acoustiques, pop et jazz.

## Biographie
En 1969, Dan Lacksman commence à travailler comme tape-op (en) et, peu après, comme ingénieur du son au Studio Madeleine, à Bruxelles. Il achète son premier instrument en 1970, un EMS VCS3, le premier synthétiseur disponible en Belgique.
En tant que compositeur et artiste, il obtient plusieurs hits internationaux dans les années 1970 (Flamenco Moog - Coconut), compose et travaille comme spécialiste des synthétiseurs dans les studios belges et européens, avec différents artistes comme Plastic Bertrand, Patrick Hernandez (27 millions d’exemplaires vendus de Born to be alive)[réf. nécessaire], Johan Verminnen, chanteur flamand, et Thijs Van Leer, du groupe Focus.
En 1978, il fonde avec Marc Moulin et Michel Moers le groupe électronique d’avant-garde Telex. Ils créent le label SIRE aux États-Unis et décrochent quelques hits internationaux comme Twist à St Tropez, Moskow Diskow, Spike Jones et Peanuts.
En 1979, il enregistre et coréalise avec Marc Moulin le premier album de Lio, et son premier single multi-platine, Le Banana Split.
En 1980, il installe le premier Studio Synsound à Bruxelles, et y travaille avec des artistes belges et internationaux comme le groupe Sparks, Alain Chamfort, Étienne Daho et Haruomi Hosono du groupe Yellow Magic Orchestra. En 1983, il enregistre le second album de Thomas Dolby, The Flat Earth.
En 1985, il est l'un des fondateurs du projet musical Zinno, groupe potache dans lequel il partage la vedette avec le dessinateur Frédéric Jannin et le journaliste Jean-Pierre Hautier. Zinno connaîtra un énorme succès pour son single What's your name? inspiré de l'univers des films James Bond en utilisant intensivement le sampling, technique plutôt rare en Europe continentale à l'époque mais dont Lacksman est spécialiste.
En tant que coréalisateur, il enregistre deux albums avec Sara Mandiano, dont le titre J’ai des doutes. Il enregistre et coréalise aussi pour le label Metronome, deux albums du groupe allemand Camouflage. De nombreux artistes belges comme Will Tura, Clouseau, Arno et Marie Daulne (Zap Mama) viennent au Studio Synsound pour travailler avec Dan Lacksman.
En 1993, Dan Lacksman réalise et produit le premier album de Deep Forest qui, avec plus de trois millions de disques vendus[réf. nécessaire], obtient un succès mondial (disque de platine en Australie, en Espagne et aux États-Unis, disque d’or en France, Angleterre, Norvège et Espagne).
En mars 1995, Dan Lacksman ouvre le Studio Synsound II dans une ancienne brasserie proche du studio I, les deux studios formant un ensemble. Le Studio Synsound II, dont l'acoustique a été conçue par Andy Munro, a accueilli Maurane, K’s Choice, Sttellla, Youssou N’Dour, Eros Ramazzotti et Hooverphonic.
Dan Lacksman a coproduit et réalisé deux albums de David Linx et Diederik Wissels : Up Close et Bandarkah, sortis sur le label Bleu et nommés aux Django d’Or, ainsi que le dernier album de Nathalie Loriers, Silent Spring, lauréate 1999 des Django d’Or et premier Django d’Or européen.
En 2021, il est le héros d'une bande dessinée scénarisée par Brice Depasse et illustrée par Aurélien Baudinat qui a pour cadre ses rencontres avec les Beatles en 1968, alors qu'il est âgé de 18 ans.